# 1744
1744 (MDCCXLIV) a fost un an bisect al calendarului gregorian, care a început într-o zi de marți.

## Nașteri
- 23 februarie: Mayer Amschel Rothschild, bancher american (d. 1812)
- 19 mai: Charlotte de Mecklenburg-Strelitz, soția regelui George al III-lea al Regatului Unit (d. 1818)
- 25 septembrie: Frederic Wilhelm al II-lea al Prusiei (d. 1797)

## Decese
- 23 ianuarie: Giambattista Vico, 75 ani, filosof, retorician, istoric și jurist italian (n. 1668)
- 11 februarie: Hedvig Taube (n. Hedvig Ulrika Taube), 29 ani, nobilă suedeză, metresa oficială a regelui Frederic I al Suediei (n. 1714)
- 11 aprilie: Antioh Dimitrievici Cantemir, 35 ani, poet, fiul domnitorului Dimitrie Cantemir (n. 1709)
- 25 aprilie: Anders Celsius, 42 ani, astronom, fizician și matematician suedez (n. 1701)
- 30 mai: Alexander Pope, 56 ani, poet englez (n. 1688)
- 1 septembrie: Frederic Anton, Prinț de Schwarzburg-Rudolstadt, 52 ani (n. 1692)
- 17 octombrie: 21 august: Giuseppe Guarneri del Gesu, 46 ani, lutier italian (n. 1698)
- 18 octombrie: Sarah Churchill, Ducesă de Marlborough, 84 ani (n. 1660)
- 8 decembrie: Marie Anne de Mailly, 27 ani, metresa regelui Ludovic al XV-lea al Franței (n. 1717)
- 16 decembrie: Maria Anna de Austria (n. Maria Anna Eleanor Wilhelmina Josepha), 26 ani, sora mai mică a împărătesei Maria Tereza a Austriei (n. 1718)
- 23 decembrie: Élisabeth Charlotte de Orléans, 68 ani, ducesă de Lorena, Bar și de Teschen (n. 1676)